# Col Swartberg
Le col Swartberg, en anglais Swartberg Pass, est un col de montagne routier qui relie par le massif du Swartberg (la « montagne Noire » en Afrikaans) les villes de Prince Albert (au nord, région du Grand Karoo) et d'Oudtshoorn (au sud, région du Petit Karoo) dans la province du Cap-Occidental en Afrique du Sud. Il est considéré comme le plus spectaculaire du pays, voire l'un des plus impressionnants du monde,.
La route du col fut construite par des forçats sous commandement de Thomas Charles Bain (1830-1893) à partir de 1881 et inaugurée le 10 janvier 1888. Ce fut le dernier ouvrage d'importance qu'il supervisa. Les constructions de pierre sèche supportant la route en lacets sont particulièrement impressionnantes. Au sommet se trouve par ailleurs l'unique accès routier à la vallée isolée de Gamkaskloof, également connue sous le nom de The Hell.

## Géographie

### Situation
Le col est situé dans la réserve naturelle du Swartberg, l'une des unités du site du patrimoine mondial mondial des aires protégées de la Région florale du Cap.

### Géologie

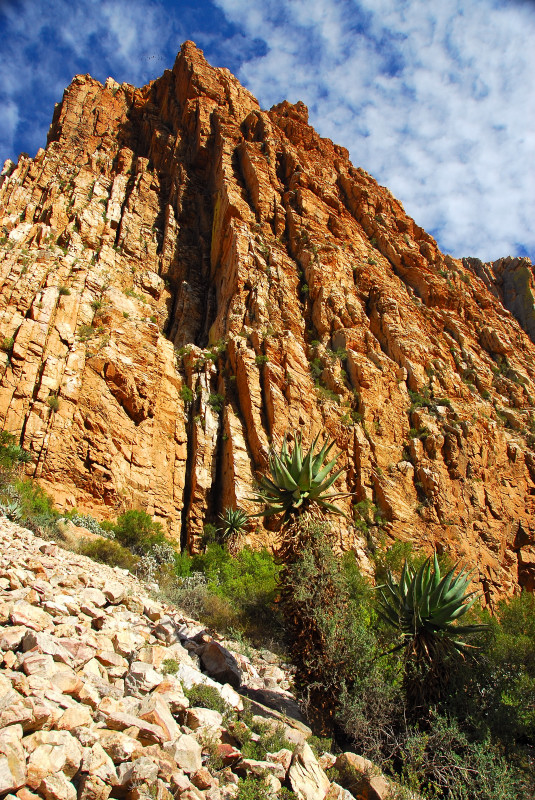
Le Wall of Fire.

La région est sédimentaire, faite de couches de calcaire et de grès plissées, issue du système du Cape Fold Belt, âgé d'environ 120 millions d'années,. La section sud de la route prend naissance à proximité des grottes calcaires du Cango.  Les gorges au nord du col, particulièrement spectaculaires, abritent notamment le Wall of Fire, une falaise de quartzite rouge de 700 mètres de haut. Elles ont notamment servi de lieu de tournage de certaines scènes (la scène de la fusillade ; la scène de la sortie de la mine a été filmée à proximité du col) du film Allan Quatermain et la Pierre des ancêtres (2004).

### Faune
Singes (dont babouins), damans du Cap et antilopes (dont oréotragues) peuvent notamment être régulièrement croisés à proximité du col,,. Le chacal, le caracal et le léopard peuvent occasionnellement être aperçus dans ces montagnes.
La région est réputée pour l'observation des oiseaux,. Le Swartberg abrite environ 130 espèces d'oiseaux différentes. Parmi ceux-ci, évoluant dans les parties basses du Swartberg, des passereaux tels le serin bifascié, le serin totta, le promérops du Cap, le souïmanga orangé, le souïmanga malachite, le rufipenne nabouroup, Cisticola fulvicapillus, Chaetops frenatus, Monticola rupestris, Pycnonotus capensis, le Sphenoeacus afer, Tchagra tchagra, Sylvia layardi, Stenostira scita, Bradypterus victorini, Batis pririt et Phragmacia substriata. Mais d'autres ordres sont aussi présents avec notamment le pic laboureur. Les sommets sont fréquentés par des rapaces tels la buse rounoir, l'aigle botté, l'aigle noir ou la crécerelle des rochers.

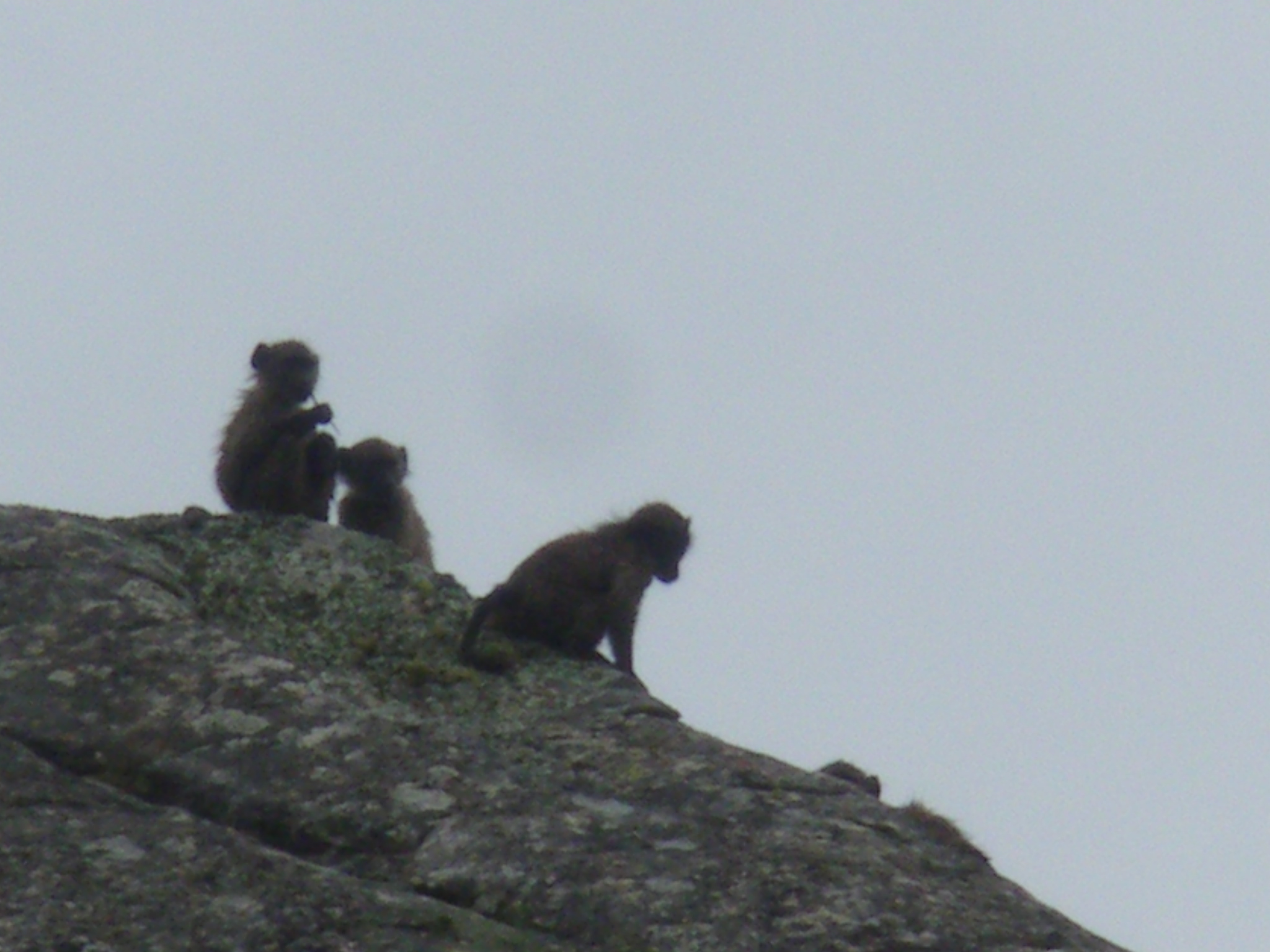
Jeunes babouins à proximité du col.
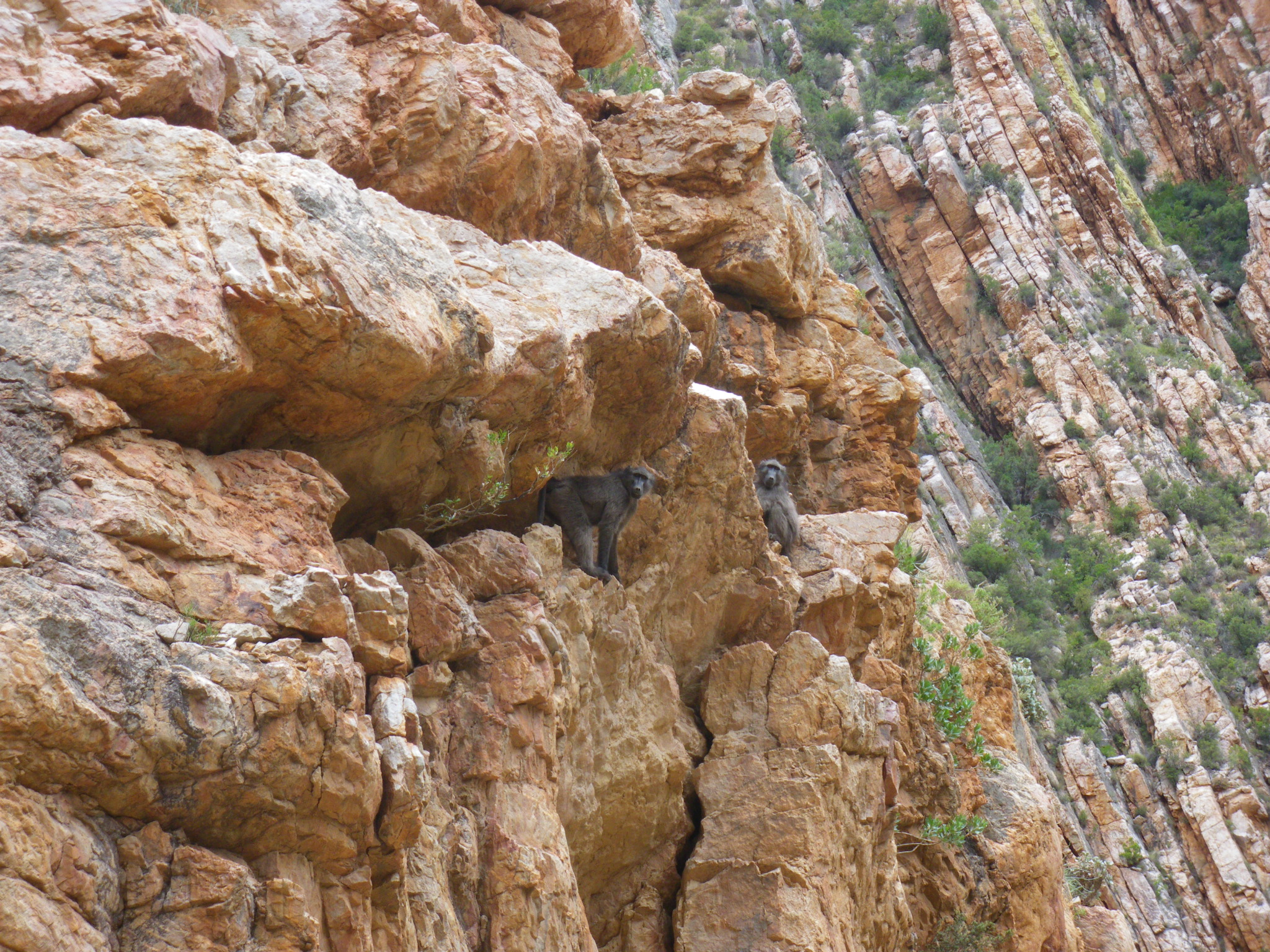
Babouins dans le défilé au nord du col.
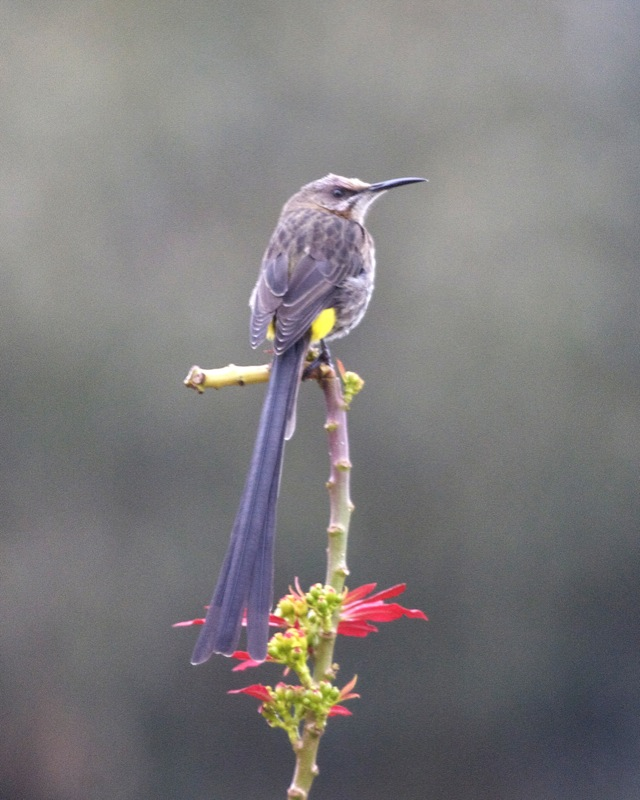
Promérops du cap.

### Flore
La région est semi-désertique et pour partie protégée au patrimoine mondial de l'UNESCO inscrit sous le nom des aires protégées de la Région florale du Cap.  Elle abrite en effet une végétation fynbos typique du Royaume floral du Cap.

## Histoire

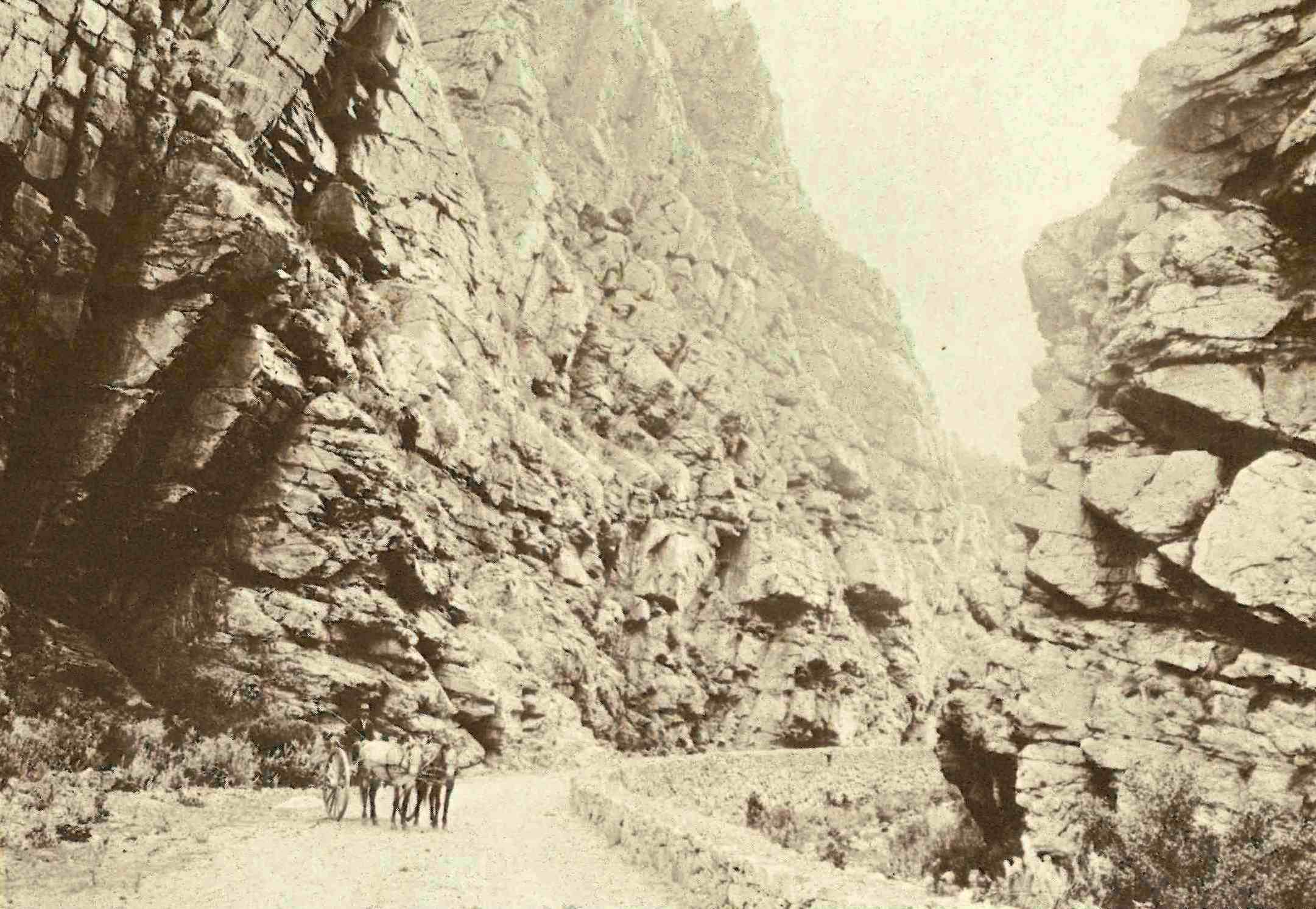
La section nord du col, peu après son ouverture.

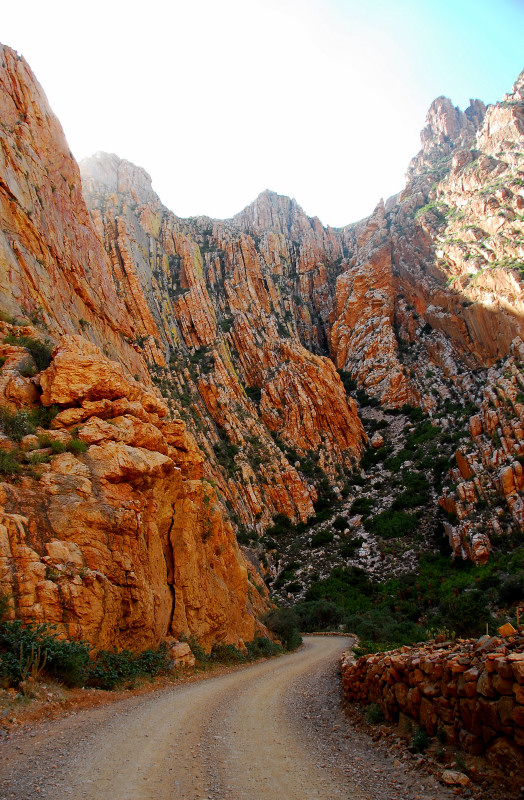
Le passage à travers le défilé en direction de Prince Albert, qui fut la première section construite de la route du col.

Les passages à travers le Swartberg du Meiringspoort et du Seweweeks Poort furent inaugurés respectivement en 1858 et 1862. Ils permirent, malgré leur faible qualité de terrassement, d'ouvrir économiquement de façon spectaculaire le Grand Karoo, désormais à portée de Mossel Bay, sur la côte. Ces deux routes, faute de fondations adaptées, étaient régulièrement indisponibles et endommagées par le flot occasionnellement torrentueux des rivières qui avaient creusé les cluses empruntées. Les habitants du Grand Karoo adressèrent dès lors une pétition en 1878, ainsi qu'en 1879, pour qu'une route plus sûre soit construite entre Oudtshoorn et Prince Albert.
Thomas Bain reçut dès 1878 l'autorisation de mener ses premières investigations pour la construction de ce qui serait dorénavant appelé le Swartberg Pass. Une première section carrossable fut rapidement construite pour 600 £ et achevée en juillet 1879 depuis le Grand Karoo par le Prince Albert Divisional Council, dans la partie plane du défilé envisagé. Bain arpenta longtemps le terrain en 1878 et 1879 avant de pouvoir établir quel itinéraire pouvait être envisagé pour la route à construire. Le gradient de pente maximal serait de 1 pour 8 (pour 1 pour 6 pour le col Montagu). Il estima finalement en juillet 1879 le coût total pour les 24 kilomètres de route envisagés à 10 418 £ pour une construction par des forçats, et à 24 942 £ par des travailleurs salariés. L'itinéraire proposé permettait un gain de 54 kilomètres entre Oudtshoorn et Prince Albert, en comparaison avec la route du Meiringspoort. Le trajet pouvait par ailleurs se faire indépendamment des intempéries, le tout constituant un avantage majeur pour le passage des chariots à bœufs utilisés à l'époque.
L'approbation de ces travaux par le Parlement n'intervint qu'en juillet 1880. Ceux-ci furent l'occasion de tester pour la première fois l'utilité économique de la construction d'ouvrages par soumission plutôt que par le travail forcé, tel qu'envisagé par l'Inspecteur chef des Travaux publics James Fforde. Les soumissions s'étalèrent de 63 784 £ (par A. Smith) à 18 120 £ pour la plus basse. Ce dernier prix, remis par Jan Tassie, fut accepté avec un délai de construction de 18 mois. Tassie fit d'abord venir 101 travailleurs de la baie de Delagoa (actuel Mozambique), mais nombre d'entre eux désertèrent le chantier, et il s'avéra difficile de recruter localement. Les travaux débutèrent en octobre 1881, et seuls 5,5 kilomètres furent construits et 4 098 £ payés avant que constructeur fut déclaré insolvable en janvier 1883. Il fut alors décidé d'utiliser le travail forcé pour terminer l'ouvrage.

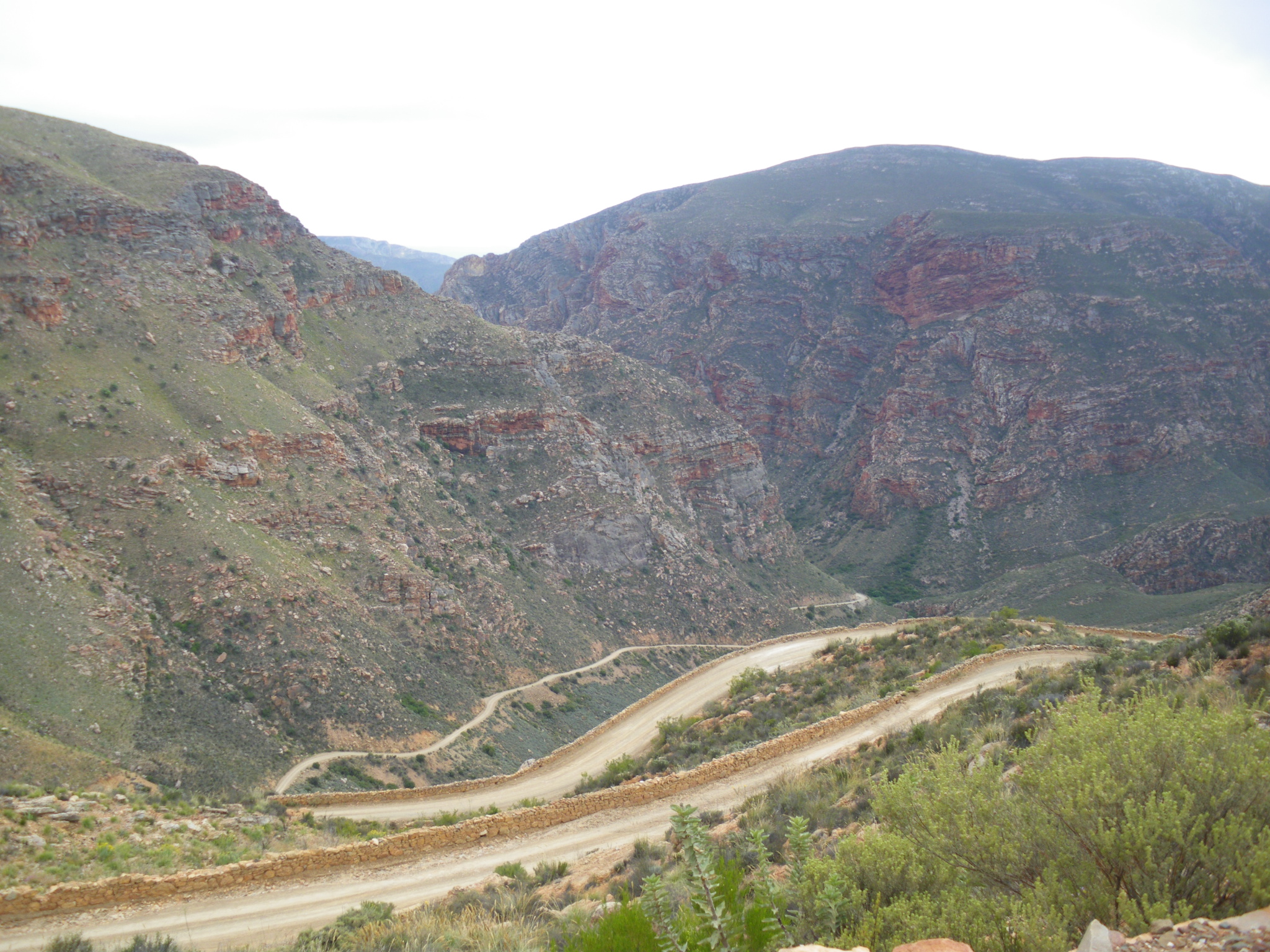
Les lacets de la route soutenue par des murs de pierres sèches, entre le sommet et Prince Albert.

Bain reprit la construction en novembre 1883, utilisant de 200 à 240 forçats, sous les ordres du contremaitre John Fitz-Neville. À la fin 1884, la route depuis Prince Albert atteignait le sommet, mais seuls 1,5 kilomètre d'un chemin de moins de deux mètres de large avait été construit venant d'Oudtshoorn. Des sections furent emportées par les précipitations hivernales de mai 1885. À défaut d'instruments modernes et de relevés des pluies dans la région à cette époque, Bain profita de cette mésaventure précoce pour rebâtir les parties exposées en connaissance de cause.
Le col fut ouvert au trafic léger en mars 1886. En septembre de la même année, un service postal et de diligence empruntait le col et le passage des charriots fut autorisé le vendredi. Le col fut officiellement inauguré le 10 janvier 1888 par le Commissaire des terres de la Couronne Colonel F. Schermbrucker, avec notamment une volée de 21 coups de canon et une bouteille de Champagne. Le coût final de la construction du col fut de 14 500 £, ce sans prise en compte des coûts liés à l'utilisation des forçats, qui se montèrent à 17 000 £. Le centenaire du col a été fêté le 10 février 1988, et une plaque commémorative a été posée par l'administrateur Gene Louw. Le col fut déclaré Monument national la même année.
Les constructions de pierre sèche supportant la route en lacets constituent un des aspects remarquables de la route et une des sections s'étend sur 2,4 kilomètres de long, pour une hauteur de mur de 50 centimètres à 13 mètres. La route n'a jamais été goudronnée et reste pratiquement dans son état de construction originel. Elle fut empruntée pour la première fois par une voiture motorisée en 1904.
La route principale pour traverser le Swartberg est désormais le Meiringspoort, une gorge profonde empruntée par la route nationale N12 à environ 50 km vers l'est. Un autre passage, peu fréquenté, le Seweweeks Poort, emprunte lui un défilé à l'ouest du col Swartberg.

## Tourisme

### Randonnée
Plusieurs excursions sont possibles à partir du col du Swartberg, dont en voiture vers la vallée isolée du Gamkaskloof. Les meilleures périodes pour la randonnée pédestre sont généralement les mois d'avril-mai (automne) et septembre-octobre (printemps). Les autorisations nécessaires et obligatoires peuvent être retirées à l'Office de conservation de la nature à Oudtshoorn ou au Bureau du tourisme de Prince Albert. Le Swartberg Hiking Trail est le principal itinéraire de randonnée, passant par deux fois la route du col, à son sommet et au lieu-dit Malvadraai pour s'étendre principalement vers l'est pour une randonnée de plusieurs nuitées avec arrêts possibles à Bothashoek, Goekrans et Ou tol.  La piste n'ayant pas été goudronnée depuis sa construction, le vélo tout terrain est nécessaire pour emprunter la route du col du Swartberg.

### Points d'intérêt

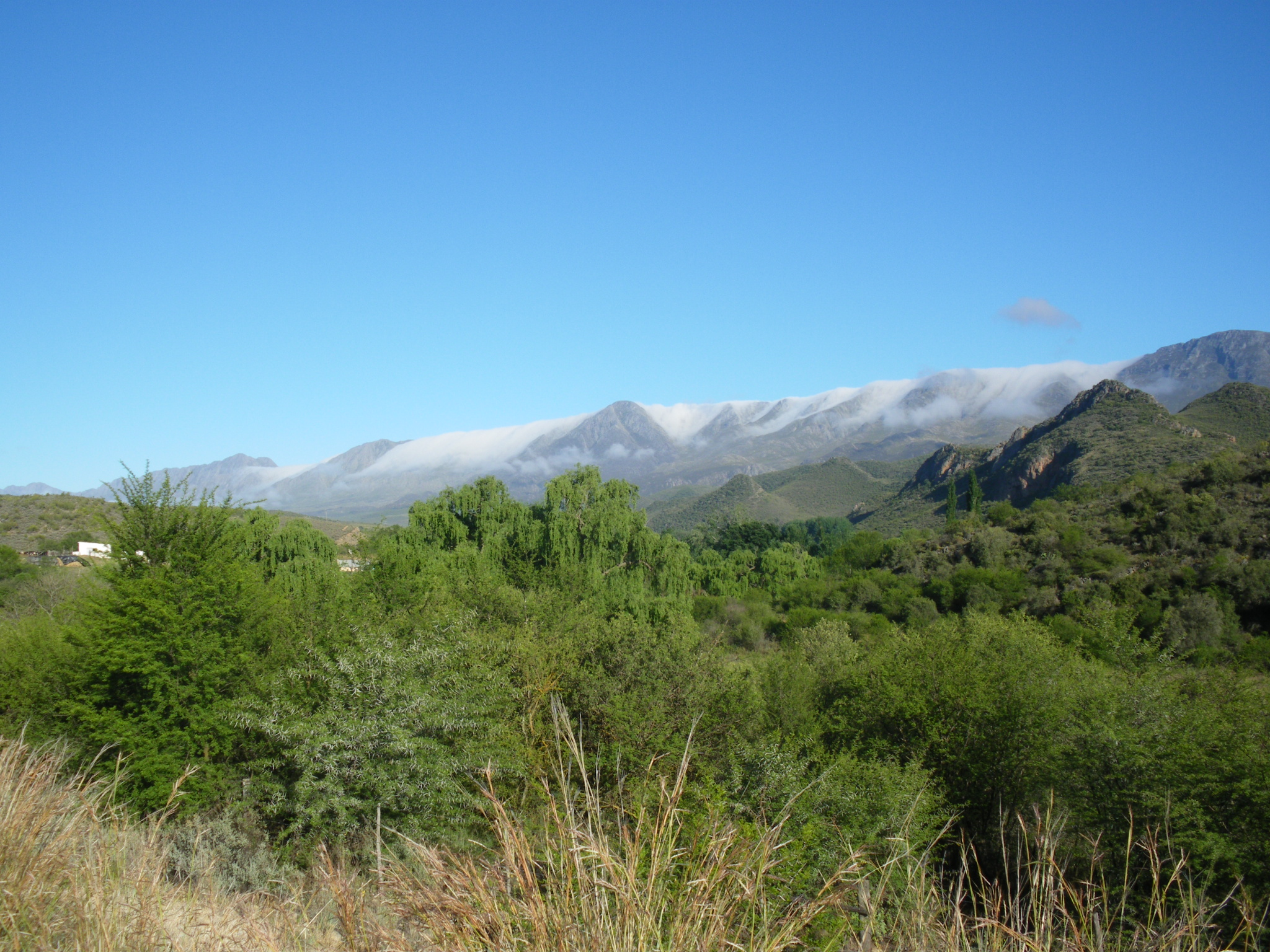
Le versant sud des montagnes du Swartberg sous la brume aux environs du début de l'ascension du col

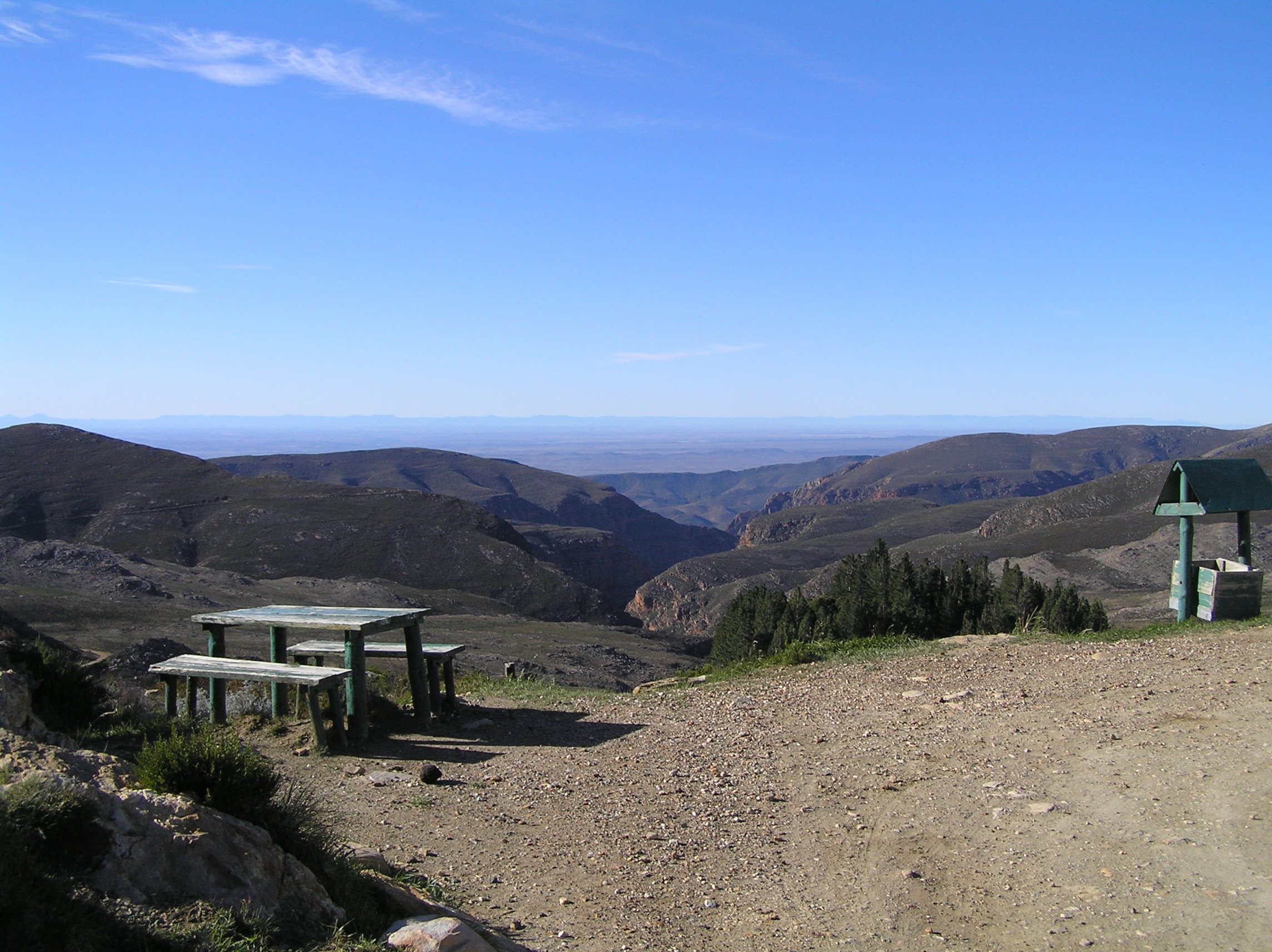
L'aire de pique-nique au col, et la vue vers le nord (Grand Karoo)

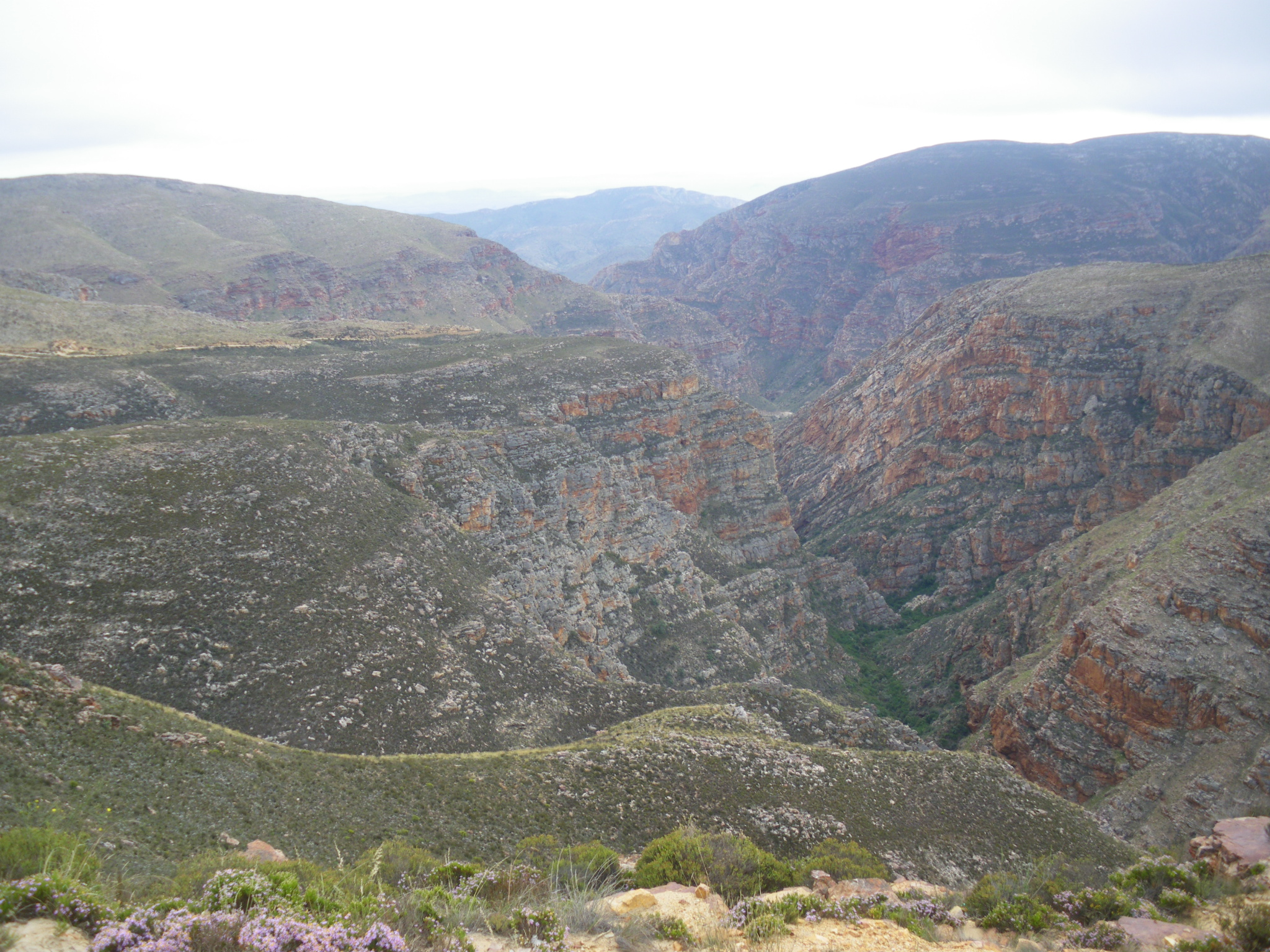
Le Teeberg sur la gauche, vu depuis le col. Plus loin la gorge empruntée par la route vers le nord.

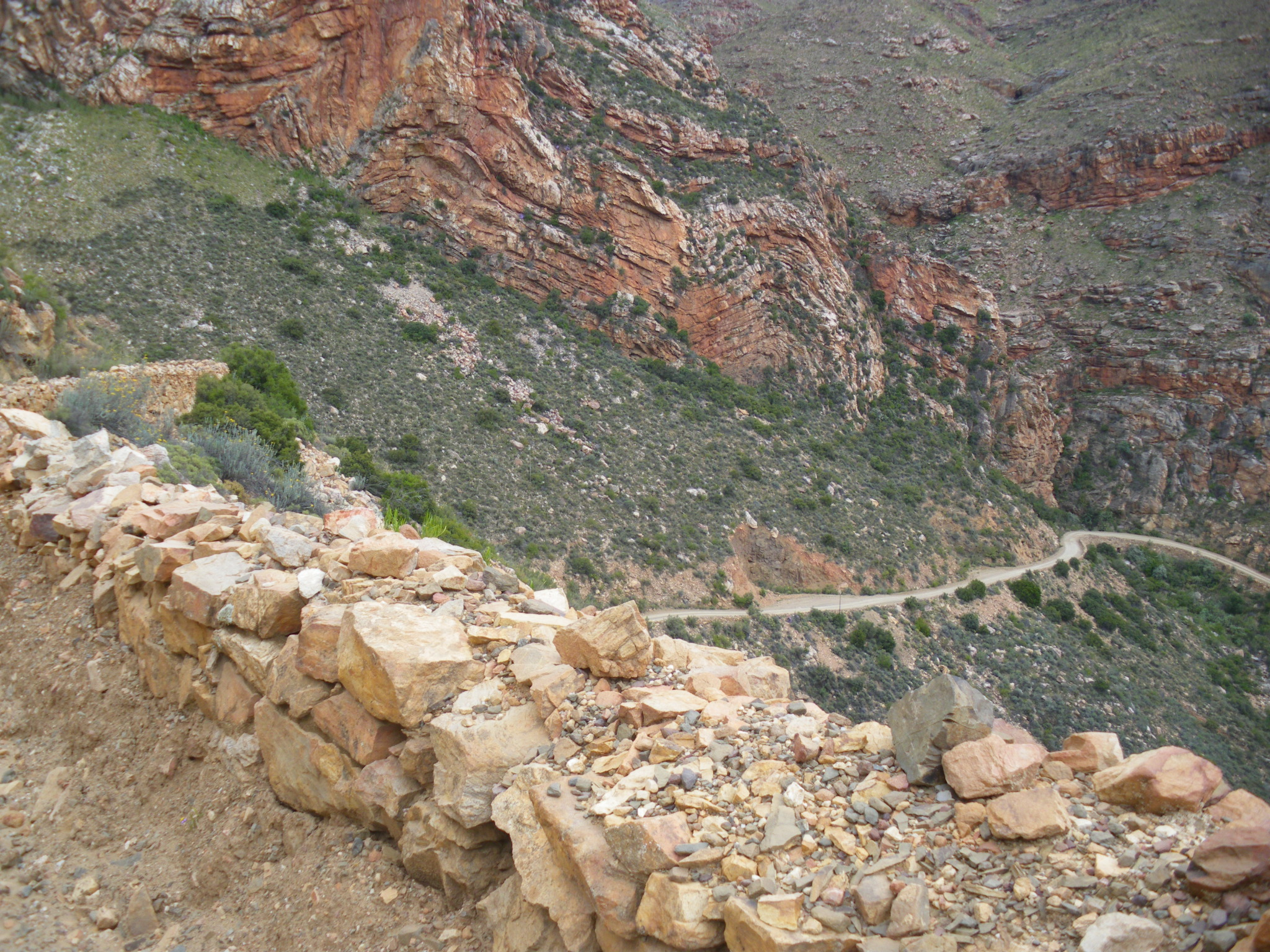
Mur de pierre sèche dans la descente vers Prince Albert

Les aléas du chantier de construction qui dura près de 8 années et l'ancienneté de la route ont ajouté des éléments humains à l'intérêt naturel intrinsèque du site.
En passant le col du sud vers le nord en provenance des régions touristiques de la côte et du Petit Karoo, les visiteurs débutent par la longue ascension régulière du versant sud. Ils passeront d'abord par les Stalletjie / The Stables (« les écuries »). Ces constructions furent érigées une fois la route du col terminée et l'inauguration d'un service postal et de diligence. Les chevaux et mules étaient généralement nourris et abreuvés en ce lieu. Ils pouvaient aussi être harnachés ici.
L'ascension se poursuit par le passage successif des Witdraaie (« les virages blancs »), deux virages en lacets tirant leur nom du calcaire blanc colorant ici la route, puis la Plantasie / The Plantation (« la plantation »), qui fut l'une des deux plantations expérimentales établie sur la route du Swartberg Pass en 1927. L'endroit sert de nos jours de lieu de pique-nique équipé de tables et bancs, avec une vue impressionnante sur la Matjiesgoed Valley. L'on atteint ensuite le Hotelletjie / The Small Hotel (« le petit hôtel »), inauguré pour le service postal et de diligence fut instauré entre Oudtshoorn et Prince Albert une fois la route du col ouverte. Un modeste hôtel, dont les ruines sont toujours visibles aujourd'hui, fut érigé sur le versant sud pour couper ce long voyage. Il est toujours renseigné sur certaines cartes sous le nom Victoria Hotel. Un virage délicat à négocier est nommé Skelmdraai / The Tricky Bend (« le virage traître »). En descendant du col, la route donne l'impression de se terminer ici. Il y a en fait un virage serré vers la gauche. L'on passe finalement avant d'atteindre le sommet Die Groot Klip / The Big Stone (« la grosse pierre ») : c'est un arrêt fréquent lorsque l'on monte vers le col par le sud. La vue vers la vallée est impressionnante. C'est d'ici que l'on voit le sommet pour la première fois.
Die Top / The Top (« le sommet ») est le point le plus élevé de la route. Il est situé à une altitude de 1 585 mètres. De là, on peut apercevoir vers le nord le Grand Karoo et les montagnes du Nuweveld au-delà de Beaufort West et vers le sud sur le Petit Karoo et les monts Outeniqua : des installations de pique-nique ont également été aménagées ici. La route serpente alors en pente douce jusqu'au Teeberg.
Die Ou Tol / The Old Toll House (« le vieux péage ») est l'ancien poste de perception du droit de passage du col. L les fondations peuvent toujours être observées. Une petite localité se dressait à cet endroit lors de la construction de la route du col, comprenant notamment un magasin, une boucherie et une école. Il ne reste rien de ce village de nos jours. Le 5 mai 1888 fut décidé l'établissement d'un droit de passage sur le col, établi au sommet. John F. Mackay fut le premier préposé à cet office, pour un salaire annuel de 45 £. Le montant de ce droit était de 4 pennies par roue et un penny par animal. C'est aussi ici que furent célébrés en 1888 l'inauguration du col et son centenaire en 1988. Une plaque commémorative fut dévoilée le 10 février 1888 à cet endroit par l'administrateur de la Province du Cap M. Gene Louw. En 1927, une plantation expérimentale de Pinus muricata et de Pinus taeda fut développée à cet endroit. De nos jours, c'est une aire de pique-nique et de logement pour les randonneurs du Swartberg Hiking Trail.
Le Neville se Draai / Neville’s Bend (« le virage de Neville ») est dénommé d'après John Fitz Neville, qui fut le contremaitre de la construction du Swartberg Pass. Il trouva la mort à cet endroit le 8 mars 1888. Selon les sources, il fut tué par une explosion de dynamite ou d'une chute de cheval. L'on passe ensuite la Fonteinjie 1884 (« Petite fontaine 1884 »), dont l'inscription sur le roc à proximité de cette petite source fut gravée lorsque les bâtisseurs de la route parvinrent à cet endroit. Une route vers la gauche est l'unique accès carrossable vers la vallée déserte du Gamkaskloof.
Le Teeberg  / Tea Mountain (« la montagne du thé ») est la dernière étape avant la descente vertigineuse vers la vallée. Le point de vue est nommé d'après le buisson de rooibos Honeybush (« Buisson à miel », genre Cyclopia), fort prisé des premiers habitants des environs. Ces feuilles de thé étaient récoltées en grandes quantités, pour être séchées, et finalement être utilisées pour leur consommation personnelle. Les montagnes du Nuweveld peuvent occasionnellement être observées au-delà du Grand Karoo, à 120 kilomètres de distance.
La route portée par des murs de pierre sèche plonge alors dans le défilé sur plusieurs kilomètres d'interminables virages en lacets. Elle croise notamment la Droë Waterval / Dry Waterfall (« la chute d'eau asséchée »). La chute d'eau évoquée n'est alimentée qu'occasionnellement, lors de la saison des pluies. Un bassin permet de garder une partie de l'eau pour la saison sèche.
Le fond de la vallée atteint, le chemin suit alors une gorge cernée de falaises de plusieurs centaines de mètres de haut, ne laissant parfois place qu'au chemin carrossable et au lit de la rivière. La Blikstasie / The Jail (« la prison ») peut être aperçue à proximité de la route. Les ruines du bâtiment de pierres et d'argile sont celles de la construction où les forçats de Bain étaient enfermés pour la nuit. Plus loin se situe le Malvadraai / Geranium Bend (« le virage des géraniums »), dont le nom provient des géraniums de l'espèce Pelargonium cuculatum, présents sur le site. C'est le point de départ du circuit de randonnée du Swartberg Hiking Trail.
La vallée s'ouvre alors progressivement à l'approche de Prince Albert. Tweede Water / Second Water (« Deuxième eau ») est un gué dont il fallait parfois attendre la baisse du niveau d'eau pour le traverser. De nos jours, le passage se fait par un pont. Eerste Water / First Water (« Première eau »), un autre gué situé à la sortie nord du défilé, était  généralement dévolu à l'abreuvage des animaux de trait à l'entrée ou à la sortie du col. Le premier camp de prisonniers de Bain fut construit à proximité. L'endroit fut connu plus tard sous le nom de Die Dansbaan (« La piste de danse »), accueillant à diverses reprises des bals et notamment à la Nouvelle année. Il est toujours une aire de pique-nique.

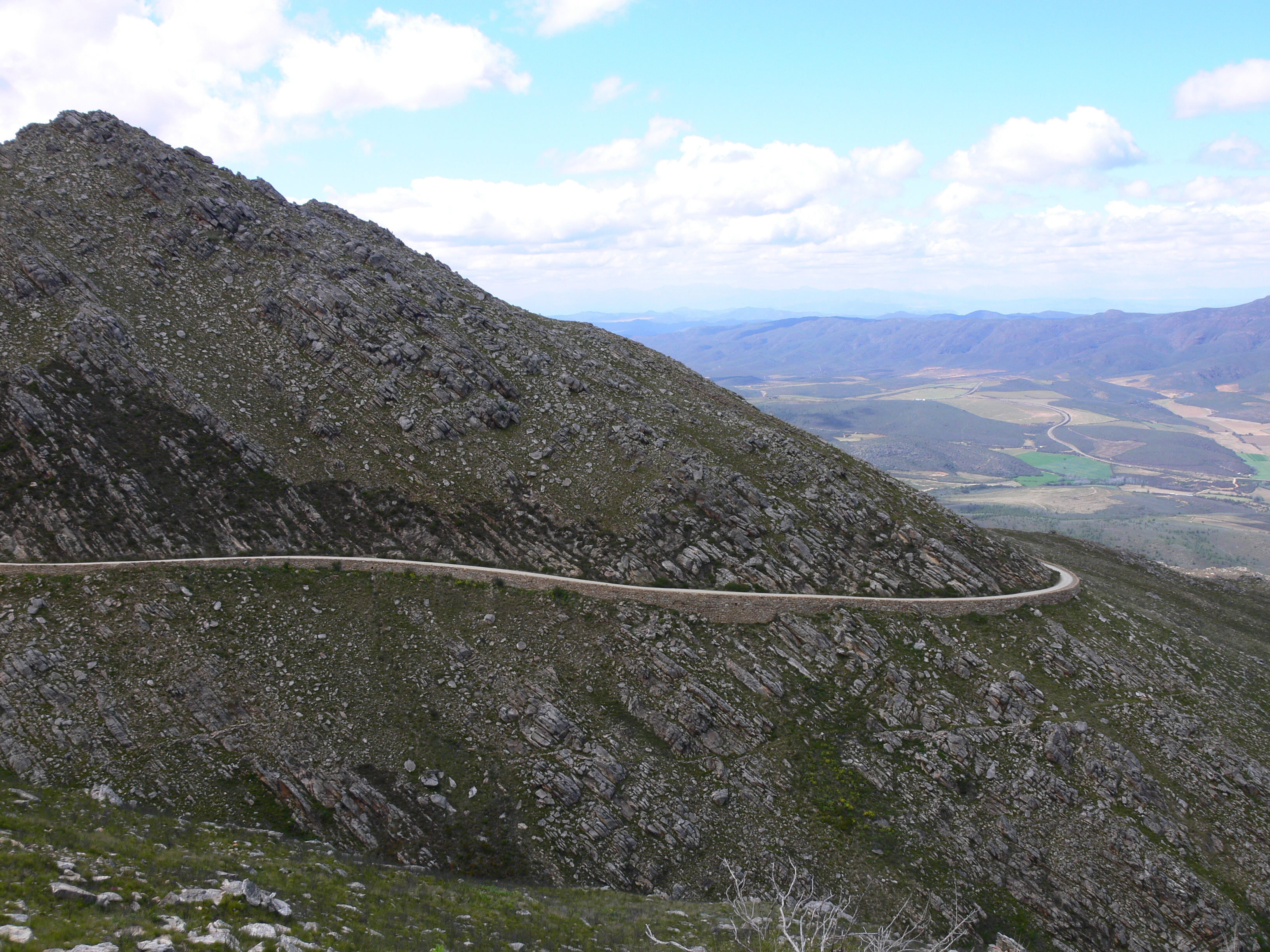
Ascension par le versant sud.
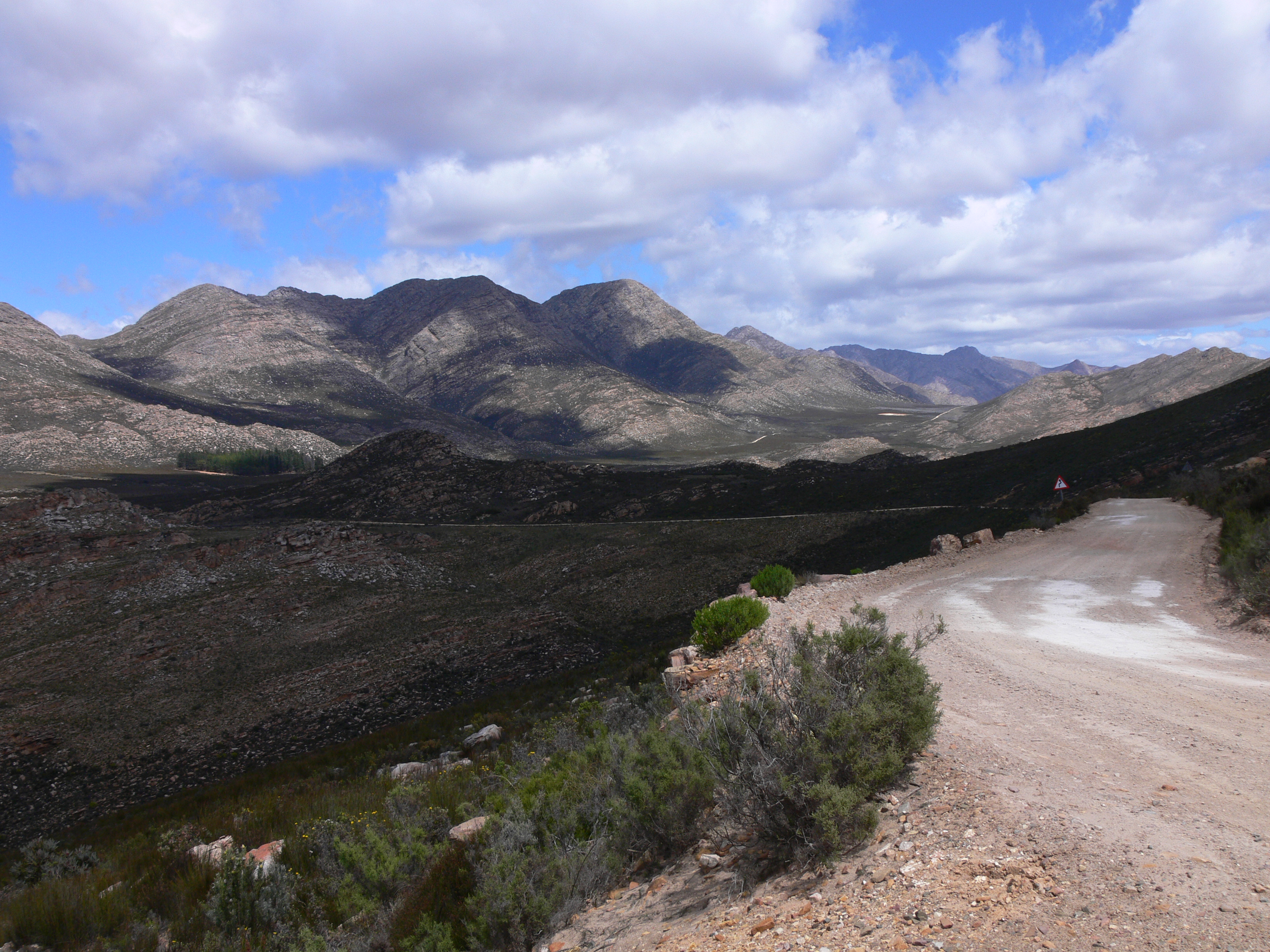
À l'approche du col.
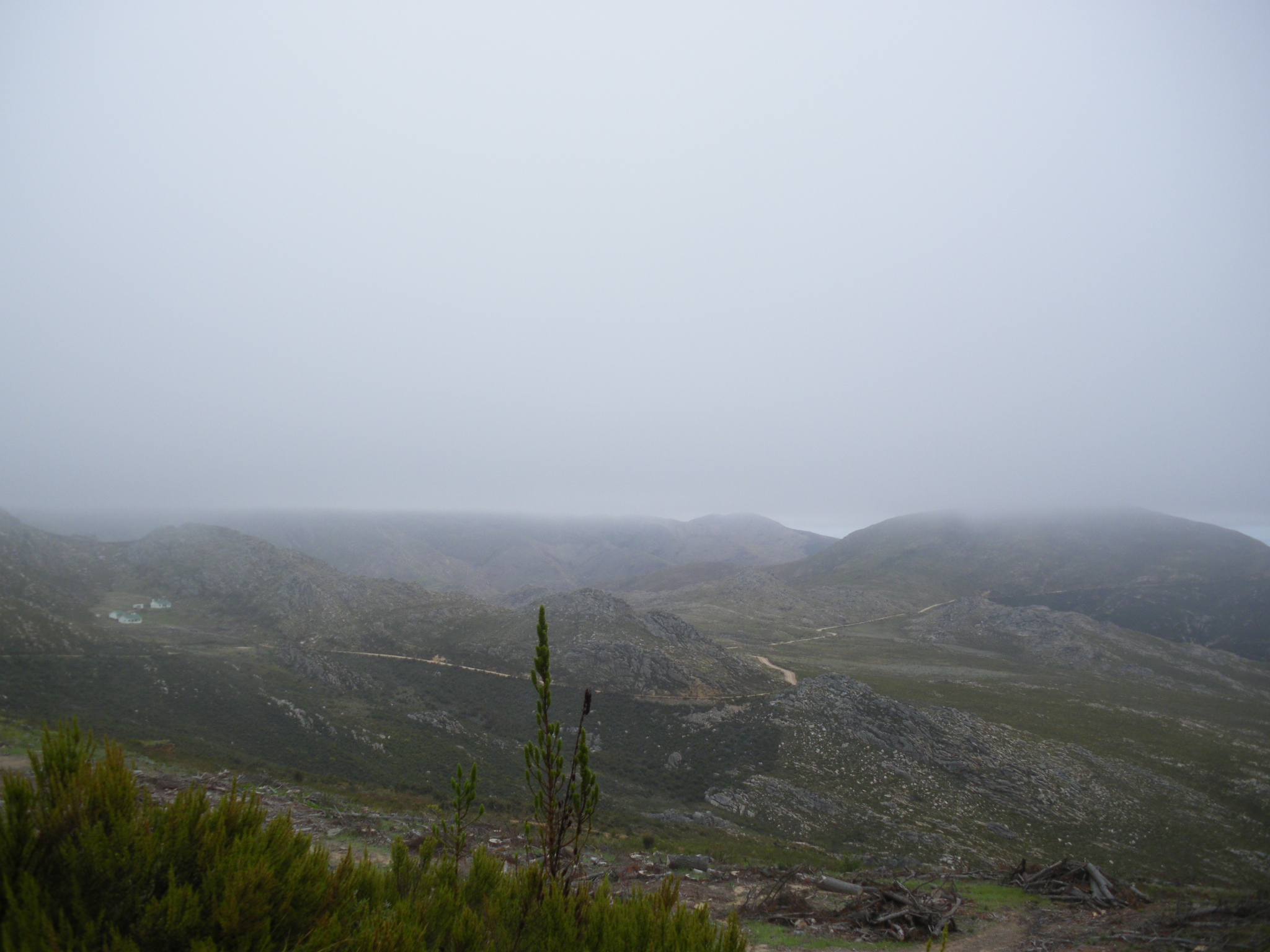
Le plateau au niveau de l'ancien péage, à proximité du sommet. À gauche, le logement pour randonneurs.
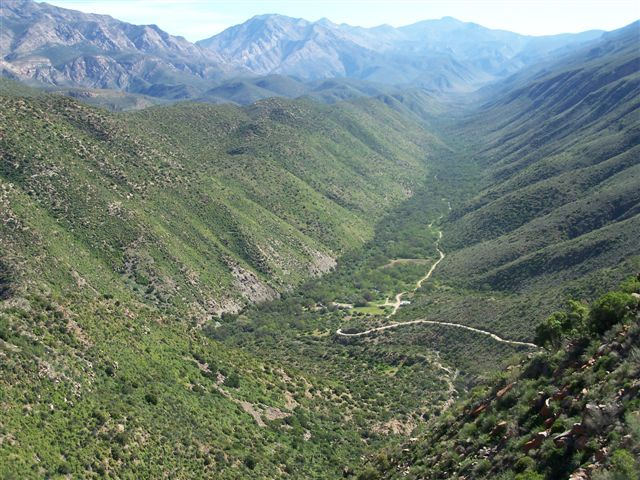
Vallée The Hell.
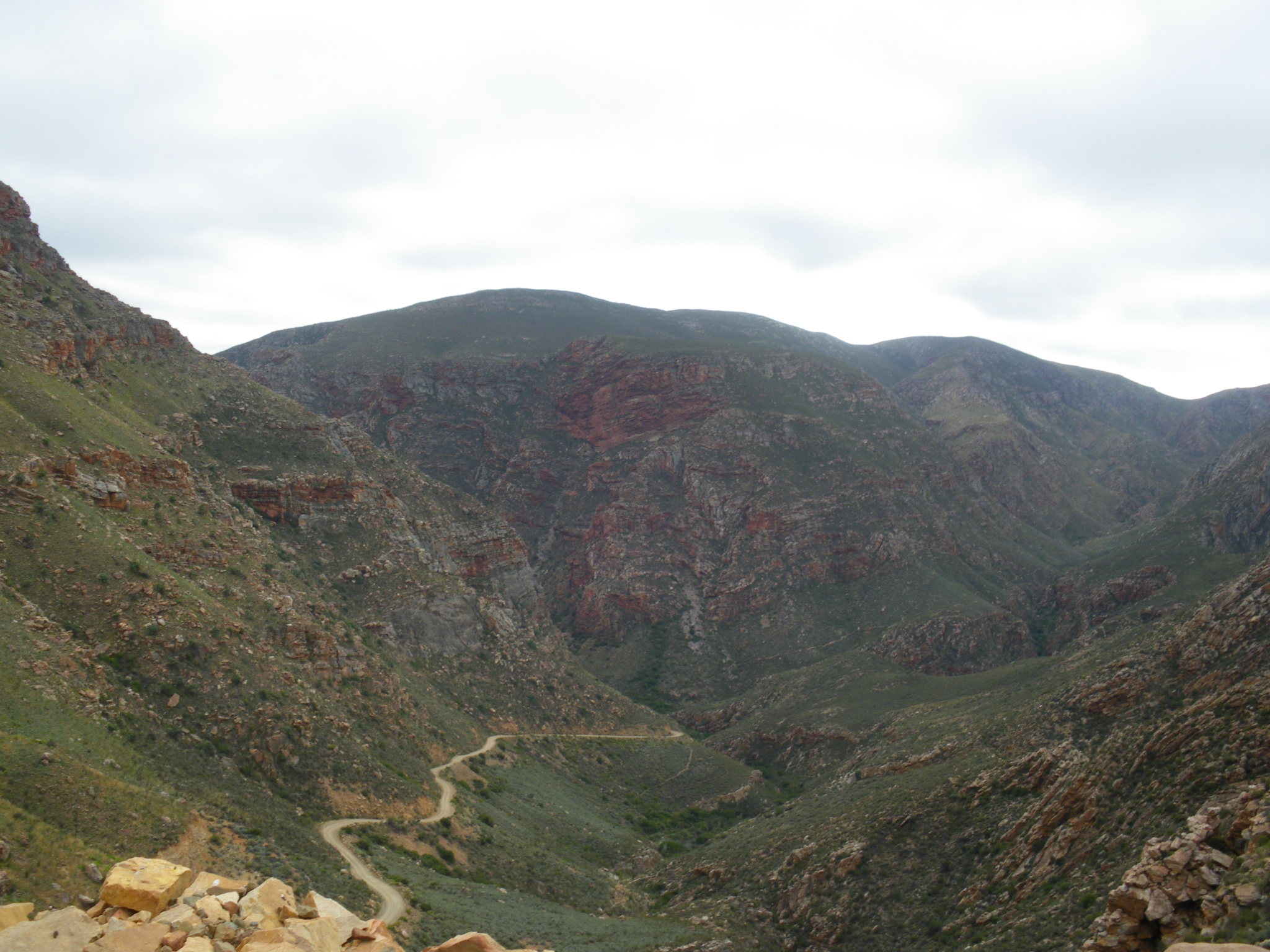
Descente par le versant nord.